# Romanowe Sioło
Romanowe Sioło – wieś na Ukrainie w rejonie tarnopolskim należącym do obwodu tarnopolskiego. 
W II Rzeczypospolitej wieś w powiecie zbaraskim województwa tarnopolskiego.
W latach 1944–1945 nacjonaliści ukraińscy z OUN-UPA zamordowali tutaj 11 Polaków, w tym nauczyciela Romana Romanowskiego. 
Do 2020 w rejonie zbaraskim. 

## Kościół
Wzniesiony p.w. Najświętszego Serca Pana Jezusa w 1931 jako kościół filialny parafii w Hałuszczyńcach. Po II wojnie światowej zamknięty, obecnie w stanie ruiny. 